# Pollino rosso superiore
Il Pollino rosso superiore è un vino DOC la cui produzione è consentita nella provincia di Cosenza.

## Caratteristiche organolettiche
- colore: rosso rubino o rosso cerasuolo.
- odore: profumo caratteristico.
- sapore: pieno, asciutto.

## Produzione
Provincia, stagione, volume in ettolitri
- nessun dato disponibile